# Jaroslav Fichtl
Jaroslav Fichtl (březen 1924 – ?) byl český fotbalový obránce.

## Hráčská kariéra
S fotbalem začínal v SK Sparta Staňkov a poté v SK Staňkov, v jehož A-mužstvu nastupoval již v 17 letech na postu středního záložníka. V létě roku 1943 přestoupil do Olympie Plzeň, s níž hrál dalších pět let divizi českého venkova. V roce 1948 Olympia Plzeň zanikla, vstoupila do nově ustavené ZSJ Škoda Plzeň. Členem tohoto klubu se stal i Jaroslav Fichtl.
Během základní vojenské služby nastupoval za Armádní tělovýchovný klub Praha (dobový název Dukly). V nejvyšší soutěži hrál v sezoně 1950 za Škodu Plzeň.

### Prvoligová bilance
| Ročník             | Zápasy | Góly | Minuty | Klub            |
| ------------------ | ------ | ---- | ------ | --------------- |
| I. liga 1950       | –      | 0    | –      | ZSJ Škoda Plzeň |
| CELKEM I. ČS. LIGA | –      | 0    | –      |                 |